# Zack Kelly
Zachery Reed Kelly (Roanoke, Virginia, 3 de marzo de 1995), más conocido como Zack Kelly, es un jugador profesional estadounidense de béisbol que se desempeña en la posición de lanzador en Boston Red Sox, equipo de las Grandes Ligas de Béisbol (MLB).

## Carrera
En 2022, Kelly hizo su debut en la MLB con el equipo Boston Red Sox, donde lleva jugando tres temporadas.